# Линдеманс, Христиан Антониус
Христиан Антониус Линдеманс  (нидерл. Christiaan Antonius Lindemans; 24 октября 1912, Роттердам, Южная Голландия — предп. 18 июля 1946, Схевенинген) — голландский двойной агент во время Второй мировой войны. Он более известен под прозвищем «Кинг-Конг» .

## Биография
Линдеманс принимал активное участие в голландском сопротивлении, но в 1944-м году тайно перешёл на сторону немцев после ареста абвером его младшего брата и любовницы и последующего шантажа их судьбой. Это не было известно Западным союзникам, которые в сентябре 1944 года отправили его из Брюсселя в ещё оккупированные Нидерланды сообщить голландским участникам сопротивления об операции Маркет Гарден. В ночь на 14/15 сентября, он пересёк линию фронта и передал секретный план операции немецкой разведке Абвер. «Кинг-Конг» сообщил абверу данные о районе высадки английских и американских парашютистов в Арнеме, утверждал контрразведчик полковник Пинто, что привело к разгрому десанта, колоссальным потерям и срыву планов прорыва к Берлину в сентябре 1944 года войск союзников. В результате война длилась лишние 6 месяцев, напишет полковник Пинто в своей книге, погибли десятки, если не сотни тысяч людей, потрачены миллиарды фунтов.
Он был разоблачён Орестом Пинто после длительной следственной подготовки, арестован 28 октября 1944 года, в тюрьме покончил с собой, прежде чем его судили.